# Gennadi Rozjdestvenski
Gennadi Nikolajevitsj Rozjdestvenski (Russisch: Генна́дий Никола́евич Рожде́ственский), officiële achternaam Anosov (Ано́сов) (Moskou, 4 mei 1931 – aldaar, 16 juni 2018), was een Russisch dirigent.

## Biografie
Gennadi Nikolajevitsj Anosov werd geboren in Moskou als zoon van de dirigent Nikolaj Anosov en de sopraan Natalia Rozjdestvenskaja. Hij nam zijn moeders achternaam aan (in de mannelijke vorm) voor zijn professionele carrière, om niet met zijn vader te worden verward. Hij studeerde orkestdirectie bij zijn vader aan het Conservatorium van Moskou en piano bij Lev Oborin. Al toen hij 20 jaar was, maakte hij naam door het dirigeren van het ballet De Notenkraker van Tsjaikovski in het Bolsjojtheater.

## Dirigent
Rozjdestvenski werd beschouwd als een veelzijdig dirigent en breed ontwikkeld musicus met een soepele dirigeerslag. Hij werd geprezen om zijn efficiënte repetities, die hij kort hield, en zijn gewoonte om rond het podium te lopen terwijl hij dirigeerde. Hij gebruikte geen dirigentenbok, ook niet bij concerten.
Hij bracht veel werken van Sovjet-componisten in première, waaronder Zon van de Inca's (1964) van Edison Denisov. Tijdens het Festival van Edinburgh in 1962 bracht hij de (verlate) westerse première van de Vierde symfonie van Sjostakovitsj. Toen hij in 1974 diens opera De Neus dirigeerde in het Bolsjojtheater, was dat voor het eerst na de première in 1930. Ook dirigeerde hij de Russische première van Benjamin Brittens A Midsummer Night's Dream en die van de herziene versie van Prokofjevs De Speler. Onder andere de symfonie Stimmen... Verstummen... van Sofia Goebaidoelina en diverse composities van Alfred Schnittke zijn aan Rozjdestvenski opgedragen.
Hoewel hij een zeer breed repertoire met schijnbaar gemak dirigeerde (waaronder als ontoegankelijk beschouwde symfonieën van Matthijs Vermeulen), had Rozjdestvenski niet met alle muziek affiniteit. Hij staakte het instuderen van een symfonie van Allan Pettersson met het Stockholms Philharmonisch Orkest, omdat hij er geen raad mee wist. Het leidde tot een langdurige verwijdering tussen de componist en het orkest, die pas weer goed kwam na Rozjdestvenski's vertrek uit Stockholm. In 2000-2001 was hij artistiek directeur van het Bolsjojtheater in Moskou, maar hij nam ontslag, verwijzend naar tegenwerking door zangers, problemen bij de productie en een vijandige pers.
Hij bezorgde in 1984 de uitgave van het tweede deel van het verzamelde werk van Dmitri Sjostakovitsj, waaronder de Derde en de Vierde symfonie. Hij maakte vele plaat- en cd-opnamen, onder meer met vooraanstaande solisten als David Oistrach, Svjatoslav Richter, Mstislav Rostropovitsj, Galina Visjnevskaja, Irina Archipova en zijn vrouw Viktoria Postnikova.

## Betrekkingen
- 1951-1961 Orkest van het Bolsjojtheater (dirigent)
- 1961-1974 Symfonieorkest van de Radio en Televisie van de Sovjet-Unie (Moskou)
- 1964-1970 Orkest van het Bolsjojtheater (chef-dirigent)
- 1974-1985 Kamertheaterorkest
- 1974-1977 Stockholms Philharmonisch Orkest (artistiek leider)
- 1978-1981 BBC Symphony Orchestra (chef-dirigent)
- 1980-1982 Wiener Symphoniker
- 1983-1991 Symfonieorkest van het Ministerie van Cultuur van de Sovjet-Unie
- 1992-1995 Koninklijk Filharmonisch Orkest van Stockholm
- 2000-2001 Bolsjojtheater Moskou (artistiek directeur)

Met het Symfonieorkest van de Radio en Televisie van de Sovjet-Unie nam hij alle symfonieën op van Dmitri Sjostakovitsj, Alexander Glazoenov, Anton Bruckner, Alfred Schnittke, Arthur Honegger en Ralph Vaughan Williams. Hij dirigeerde ook vele andere vooraanstaande orkesten, zoals de Berliner Philharmoniker, het Koninklijk Concertgebouworkest, het Boston Symphony Orchestra, het Chicago Symphony Orchestra, het Cleveland Orchestra en het London Symphony Orchestra. Hij was vaste gastdirigent van onder meer het IJslands Symfonieorkest, het Residentie Orkest en het Deens Radio Symfonieorkest.

## Prijzen en onderscheidingen
- 1967, 1981 Orde van de Rode Vlag van de Arbeid (Sovjet-Unie)
- 1972: Orde van Cyrillus en Methodius (Bulgarije)
- 1975: Erelid van de Koninklijke Zweedse Academie
- 1976: Volksartiest van de Sovjet-Unie
- 1984: Erelid van de Royal Academy of Music (Verenigd Koninkrijk)
- 1990: Held van de Socialistische Arbeid (Sovjet-Unie)
- 1990: Internationale Leninprijs voor Wetenschap en Cultuur
- 1996: Staatsprijs van de Russische Federatie
- 2002: Orde van de Rijzende Zon (Japan)
- 2003: Officier van het Legioen van Eer (Frankrijk)
- 2014: Commandeur in de Orde van het Britse Rijk (CBE)
- 2016: 7e Internationale Sjostakovitsj-prijs

## Persoonlijk
In 1969 trouwde hij de pianiste Viktoria Postnikova. Zij traden vaak samen op en maakten opnamen van onder meer de pianoconcerten van Tsjaikovski en Prokofjev.

## In Nederland
- Van de Nederlandse componist Matthijs Vermeulen legde hij voor Chandos drie symfonieën vast met het Residentie Orkest.
- Nadat befaamde Russische musici - de dirigent Kirill Kondrasjin, de violisten David Oistrach en Viktor Liberman en de pianist Youri Egorov - in Amsterdam waren overleden, weigerde Rozjdestvenski jarenlang uit bijgeloof in deze stad op te treden. Concerten werden daarom niet in het Concertgebouw gegeven, maar in het Muziekcentrum Vredenburg in Utrecht. Later dirigeerde hij wel regelmatig in Amsterdam.
- In 2006 verliet Rozjdestvenski voortijdig Amsterdam, waar hij een serie concerten van Amsterdam Sinfonietta zou gaan dirigeren, omdat hij zich beledigd voelde. In een cd-boekje stond zijn naam niet vermeld in een opsomming van dirigenten die eerder voor dit kamerorkest hadden gestaan.[3]